# Арсенал (Лондон)
Футбольний Клуб «Арсена́л» (англ. Arsenal Football Club), або просто Арсена́л (англ. Arsenal) — англійський футбольний клуб з північного Лондона, є одним з найуспішніших клубів в англійському футболі. 13 разів ставав чемпіоном Англії, поступаючись за цим показником лише «Ліверпулю» і «Манчестер Юнайтед».

## Історія

### Ранні роки (1886—1910)

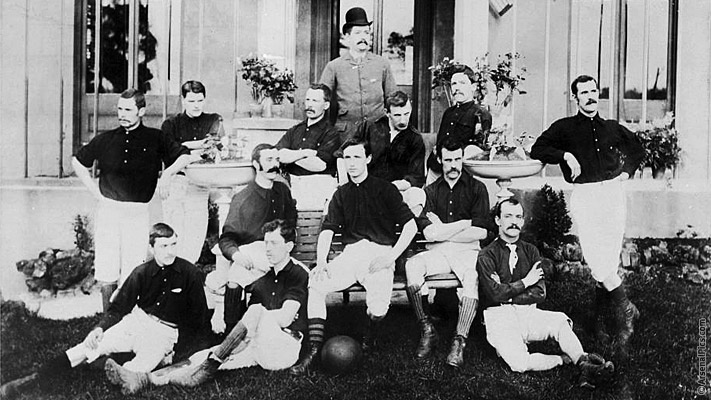
Арсенал у 1888 році

У 1886 році шотландець Девід Денскін разом зі своїми друзями Елайджею Воткінсоном, Джоном Гамблом та Річардом Пірсом заснували футбольний клуб, який складався з працівників заводу «Вулвіч Арсенал» (англ. Woolwich Arsenal) та колишніх гравців «Ноттінгем Фореста» Фреда Бірдслі та Моріса Бейтса. Новонароджена команда отримала назву одного із цехів корабельні «Даял Сквер» (англ. Dial Square). Перший матч новостворений клуб провів проти команди «Істерн Вондерерз» (англ. Eastern Wanderers) 11 грудня 1886 року на клаптику землі, який знаходився на Собачому острові на річці Темза і переміг 6-0. Через два тижні, під час зборів на Різдво в пабі «Роял Оук» (англ. Royal Oak) клуб було перейменовано на «Королівський Арсенал» (англ. Royal Arsenal). Перша форма команди була подарованою керівництвом «Ноттінгем Форест», до якого звернувся листом Бірдслі. Домашнім полем був вибраний пустир  Пламстед. На цьому ж місці 8 січня 1887 року відбувся перший офіційний матч команди «Роял Арсенал» проти клубу Еріт (англ. Erith), в якому каноніри перемогли з рахунком 6-1. У 1888 році клуб переїжджає на «Менор Граунд». В цей час Арсенал здобуває свої перші трофеї: Кубок графства Кент у 1890 та Кубок Лондона у 1891 році. Також клуб випробовує свої сили у кубку Англії 1889/1890, де проходить три кваліфікаційні раунди. Завдяки цим успіхам Арсенал запрошують грати свої матчі на стадіон «Інвікта Граунд», який був обладнаний трибуною з сидячими місцями для глядачів і роздягальнею для гравців. В 1891 році клуб знову змінює назву, тепер це «Вулвіч Арсенал». В кінці сезону 1892/1893 керівництво Футбольної Ліги приймає рішення збільшити кількість місць в Другому дивізіоні з 12-и до 15-и й прийняти до неї лондонський Арсенал разом з нічим не видатними на той час клубами «Ліверпуль» і «Мідлсбро Айронополіс».

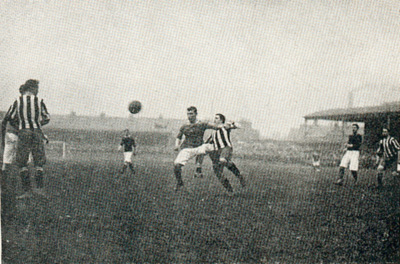
Гра півфіналу кубку Англії проти «Ньюкасл Юнайтед» 31 березня 1906 року.

Через збільшення суми оренди за стадіон «Інвікта», команда змушена була повернутись на «Менор Граунд». Це підштовхнуло канонірів замислитися над викупом землі, щоб запобігти повторенню подібних ситуацій у майбутньому. Для досягнення цієї мети клуб створює товариство з обмеженою відповідальністю і випускає 4000 акцій номіналом в 1 фунт кожна. Загалом, в Арсенал вклали гроші 860 осіб, які викупили 1552 акції. До першої наради директорів увійшли хірург, будівельник і шестеро інженерів військового заводу.
В 1899 році менеджером команди став Гаррі Бредшоу. І це призначення майже одразу дало результат. Через два роки біля керма клубу, Гаррі фінішує на четвертій позиції, за якою слідували третя, а потім і друга у 1904 році. Це дало право вперше Арсеналу зіграти у Першому дивізіоні Футбольної Ліги. Однак в 1904 році Гарі Бредшоу залишає клуб заради пропозиції від «Фулгема». Через п'ять років у тому ж напрямку попрямує і наступний менеджер Філ Келсо. Під його керівництвом каноніри двічі доходили до півфіналу кубку Англії (1906 — поразка 0-2 від «Ньюкасла», 1907 — поразка 1-3 від «Шеффілд Венсдей»). Це був єдиний відносний успіх, оскільки в період між 1904 та 1913 роками Арсенал жодного разу не спромігся навіть на видимість боротьби за титул чемпіона Англії й тільки двічі фінішував вище десятого місця в турнірній таблиці.

### Переїзд на «Гайбері» (1910—1925)
У 1910 році власником мало не збанкрутілого Вулвіч Арсеналу стає Генрі Норріс, який на той час володів ще одним клубом «Фулгем». Він спробував перевезти канонірів на «Крейвен Коттедж» і таким чином об'єднати клуби. Але цього йому не дозволила зробити Футбольна Ліга. Невгомонний Норіс запропонував іншу схему: клуби продовжують існувати незалежно один від одного, але будуть ділити «Крейвен Коттедж». Проти цього виступили інші команди Лондона. Це призвело до того, що в англійському футболі з'явилася заборона на одночасне володіння декількома клубами.
В сезоні 1912—13 каноніри вперше і поки що в останнє у своїй історії вилетіли в нижчий дивізіон, зайнявши останнє місце: всього три перемоги в 38 матчах і 18 очок на фініші чемпіонату.

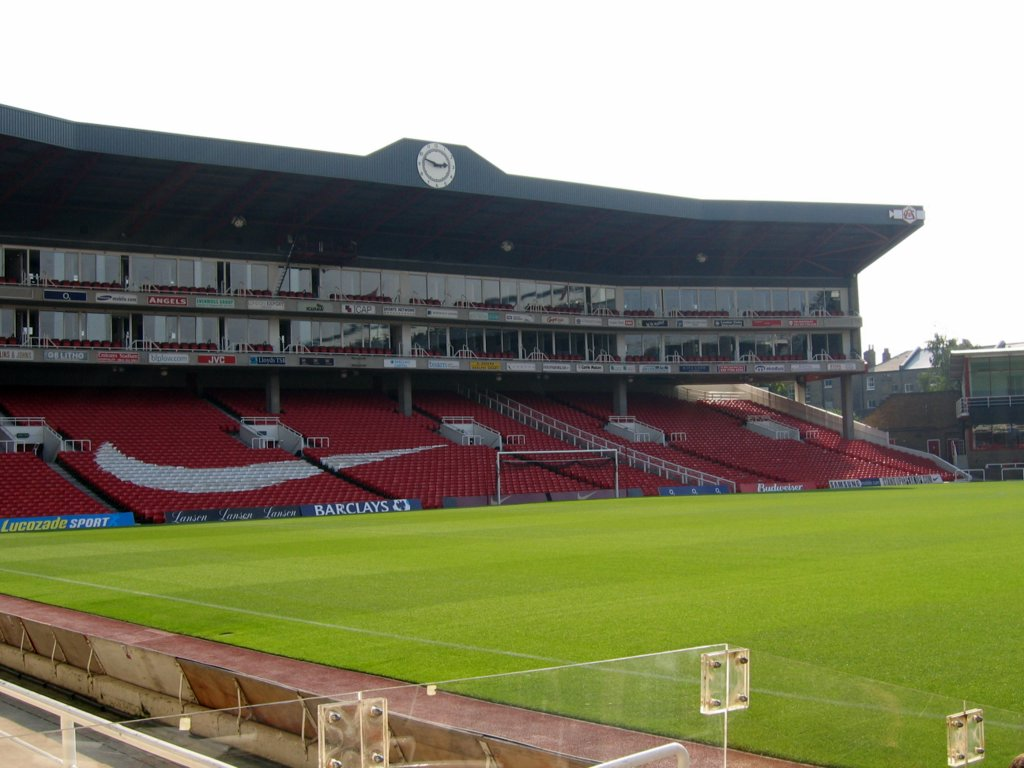
Стадіон «Гайбері» у 2005 році

В 1913 році команда переїхала на новий стадіон легендарний «Гайбері», розташований на півночі Лондона. Певно не відомо чому було вибрано саме це місце, коли було прийняте рішення про зміну місця прописки. «Вулвіч Арсенал» заплатив 20 тисяч фунтів стерлінгів за 21-річну оренду і зобов'язався не проводити матчі на Великдень і Різдво, оскільки ця земля належала Коледжу богослов'я Святого Іоанна. Проти цієї угоди виступили сусідні клуби «Тоттенгем» та «Клейтон Оріент». Причиною було те, що завдяки такому розташуванню стадіону Арсенал «перехоплював вболівальників». Протестував навіть футбольний клуб «Челсі». Підписи під петицією поставили й місцеві жителі. В березні 1913 року на спеціально створеній нараді Футбольної Ліги «Арсенал» відстояв свої позиції.
Наступного року на стадіоні почалися серйозні роботи: поле було вирівняно (північна частина була піднята на 11 футів, а південна опущена на 5), була частково збудована головна трибуна і встановлені турнікети та тераса. Загальна сума реконструкції становила 80 тисяч фунтів. Не дивно, що стільки готівки у клубі не було, але Норісу вдалося домовитися про розрахунок з будівельниками. Робітники погодилися отримувати відсоток від продажу квитків на матч. Водночас з назви зникла частинка «Вулвіч».
В 1919 році Арсенал виходить до першого дивізіону. Цього року Футбольна Ліга вирішила розширити перший дивізіон з 20-и до 22-ох команд. «Дербі» та «Престон Норт-Енд» як переможці другого дивізіону без будь-яких проблем підвищилися в класі, а от щодо двох невдах першого — питання залишалося відкритим. «Челсі» та «Тоттенгем» (19 і 20 місце відповідно боролися за те, щоб їх залишили. Знизу, ясна річ, давили невдоволені.
І так була розіграна одна з великих афер в історії англійського футболу. «Челсі» в цій історії вдалося зберегти своє обличчя. Ще в 1915 році (через Першу світову війну в чемпіонаті була перерва з 1915 по 1919 рік) Футбольна Ліга зафіксувала факт змови в матчі «Манчестер Юнайтед» — «Ліверпуль», в якому «манкуніанці» взяли верх з рахунком 2-0 і опинилися попереду «синіх». Однак Ліга вирішила, що гравці домовились між собою без відома керівництва і не стала карати клуби, при цьому назавжди відлучила від футболу вісьмох гравців з обох команд. Таким чином постраждале «Челсі» було вирішено залишити в еліті. Після цього розбиралася справа «Тоттенгему». Джон Макенна, близький друг Норіса і за сумісництвом власник «Ліверпуля», висловив коротку промову, в якій пропонувалося саме «Арсеналу» віддати місце в першому дивізіоні, який фінішував в Д2 на п'ятому місці, мотивуючи це тим, що «Арсенал має безперечні заслуги перед Лігою і знаходиться в Футбольній лізі на 15 років більше ніж Тоттенгем». Досі невідомо, що саме сталося того дня, проте, ігноруючи чинний регламент, комітет проголосував, і «каноніри» отримали 18 голосів із 41 можливого, тоді як «Тоттенгем» задовольнився лише вісьмома. Таким чином Арсенал був підвищений у класі з 5-го місця Д2, тоді як ні 3-й, ні 4-й клуб навіть не розглядалися на голосуванні, а «Тоттенгем» прописався в другому дивізіоні. Цей епізод і став початком ворожнечі між лондонськими клубами з півночі.
В період між 1919 та 1925 роками «Арсенал» під керівництвом Леслі Найтона нічим не запам'ятався.

### Ера Чепмена (1925—1934)

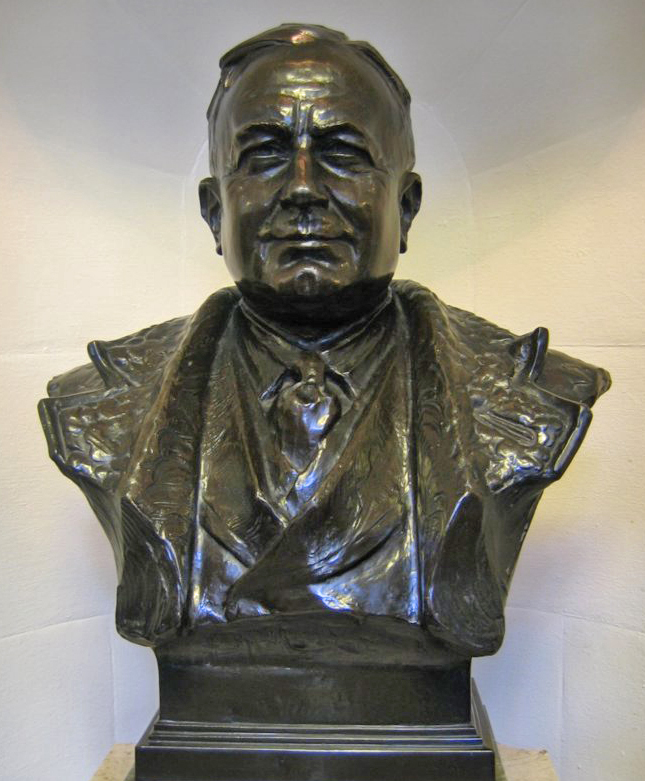
Бюст Герберта Чепмена

У 1925 році головним тренером команді став Герберт Чепмен. Саме з його ім'ям пов'язують перші успіхи команди. 11 травня 1925 року в газеті «Атлетік Ньюз» з'явилося оголошення наступного змісту: «Футбольний клуб «Арсенал» оголошує про вакансію на пост менеджера команди. Кандидат повинен бути досвідченим та достатньо кваліфікованим спеціалістом і особистістю. Джентльмени, які збираються створити міцну команду за допомогою високих зарплат і дорогих трансферів, нам не потрібні» На це оголошення відгукнувся Герберт Чепмен — людина, яка створила «Арсенал». Генрі Норіс запропонував Герберту рекордну на той час зарплатню у 2 тисячі фунтів на рік.
Того ж року в футболі сталася визначна подія — змінили правило офсайду (тепер «положення поза грою» стали фіксувати не по трьох гравцях захисту, а по двох). Це призвело до зростання результативності команд. І, як наслідок, пошук тактичних рішень для оборони став дуже актуальним для менеджерів. Герберт Чепмен запропонував революційну схему «дубль-ве ем» («WM») 3-2-5. Суть цієї схеми була в насиченні середньої лінії, що дозволяло зберігати контроль за м'ячем. Концентруючи великі сили в середині поля, Арсенал отримав можливість не тільки захищатись, але й швидко розвертати наступальні дії, забезпечуючи чисельну перевагу в будь-якій фазі гри. Крайні захисники тепер стали наглядати за крайніми форвардами суперника, чим раніше займалися півзахисники, які тепер отримали більше свободи та встигали не тільки допомагати, а й починати атаки. Попереду, ставка була зроблена на трьох нападників: двох швидких і технічних крайків і потужного центрфорварда. При цьому Чепмен ставив завдання якнайшвидше доставляти м'яч з оборони в передню лінію.
Дебют Герберта Чепмена виявився тріумфальним. В сезоні 1925—26 «Арсенал» зайняв друге місце в чемпіонаті, а наступного року вперше пробився в фінал кубку Англії. Той фінал 23 квітня 1927 року був визначним. По-перше, вперше велась пряма трансляція по радіо. А по-друге, в перший і останній раз Кубок Англії залишив межі країни. Його завоював валлійський «Кардіфф Сіті», перемігши завдяки голу  Г'юї Фергюсона) з рахунком 1-0. У складі «Арсеналу» на поле вийшли: Льюїс (Lewis), Паркер (Parker), Кеннеді (Kennedy), Бейкер (Baker), Батлер (Butler), Джон (John), Галм (Hulme), Б'юкен (Buchan), Брейн (Brain), Бліт (Blyth), Гор (Hoar).
У 1927 році розгорівся скандал. Футбольна асоціація звинуватила Генрі Норіса у нелегальних виплатах гравцям, а також в інших зловживаннях і довічно відсторонила від футболу. До моменту відставки клуб уже перейшов під контроль сера Семюела Гілл-Вуда.
Його революційні методики тренувань, допомогли стати «Арсеналу» панівним клубом в 30-их роках. В період з 1930 по 1938 роки команда 5 разів перемагала в Першому дивізіоні, та двічі ставала володарем Кубку Англії, але Чепмен не зміг побачити всі ці досягнення, оскільки помер від пневмонії 1934 року.
Після його смерті головним тренером став Джордж Еллісон. З ініціативи Чепмена в 1932 році станція лондонського метрополітену «Gillespie Road» була перейменована на «Арсенал», яка стала єдиною станцією метро названою в честь футбольного клубу.

### Еллісон (1934—1950)
Після смерті Чепмена обов'язки тренера і менеджера розділили кілька людей. Формально тренером був Джордж Еллісон, фактично він займався організаційними питаннями. Під його керівництвом «Гайбері» перетворився в одну з найсучасніших на той момент арен Англії, також Еллісон займався запрошенням нових гравців. Саме йому належить заслуга підписання Теда Дрейка, який забив у сезоні 1934/35 42 голи в 41-му матчі, що донині залишається рекордом «Арсеналу». Безпосередньо за роботу з командою відповідали Джо Шоу і Том Віттейкер, які входили в тренерський штаб ще при Чепмені.
Джордж Еллісон пішов з посади менеджера по закінченні сезону 1946/47. На його місце прийшов Том Віттейкер. Тоді команда відчувала серйозні проблеми, у чемпіонаті «Арсенал» посів 13-е місце, 9 осіб, які раніше грали в основному складі, загинули на війні, Бастін і Дрейк пішли з футболу.  Віттейкер змінив тактику команди, зробивши її суто оборонною. Крім того, основна відповідальність лягла на ветеранів. Завдяки 32-річному Джо Мерсеру, 35-річному Ронні Руку і 33-річному Лесу Комптону «Арсенал» знову став чемпіоном. Рук забив 33 м'ячі та став найкращим бомбардиром Першого дивізіону. Це досягнення є рекордом Англії для повоєнних чемпіонатів.
Ветерани не могли довго витягати команду, було необхідно провести зміну поколінь. Після вливання свіжої крові «Арсенал» не зміг скласти конкуренцію в чемпіонаті, але в сезоні 1949/50 був виграний Кубок Англії.

### 1950—1970
У сезоні 1951/52 команда була в кроці від того, щоб зробити дубль (здобути перемогу як в чемпіонаті, так і в кубку), але через низку травм залишилася ні з чим. У наступному сезоні «Арсенал» посів перше місце в чемпіонаті, але ця перемога стала початком періоду, протягом якого «каноніри» не демонстрували видатних результатів, поступово перетворюючись на посередню команду.
20 червня 1966 року менеджером клубу був призначений Берті Мі. Це рішення керівництва було сприйнято неоднозначно, адже Берті до цього ніколи не грав у футбол і не мав тренерського досвіду. Але історія показала, що рішення було виправданим. Мі з ентузіазмом взявся за роботу, привнісши в роботу клубу більше професіоналізму. Він підсилив атаку коштом молодих і талановитих гравців, в обороні у Берті грали більш досвідчені, зрілі футболісти. «Арсенал» зазнав поразки у двох фіналах Кубка ліги, але в 1970 році «каноніри» нарешті взяли трофей. У фіналі Кубка ярмарків був переможений бельгійський «Андерлехт».

### Дубль (1970—1986)
У сезоні 1970/71 «Арсенал» завоював свій перший «золотий дубль». Але після цього «Арсенал» несподівано втратив тренера молодіжної команди, лікаря. Самим серйозним ударом став відхід тренера першої команди Дональда Гоуї, який зіграв чималу роль у становленні команди. Після цього поступово стали йти ключові гравці, Берті Мі не зміг знайти їм заміну і влітку 1976 року подав у відставку.
На заміну Берті Мі прийшов Террі Ніл, який в минулому був капітаном команди. Він повернув у штаб Дональда Гоуї, під його керівництвом заграли майбутні легенди Ліам Брейді і Девід О'Лірі. «Арсенал» зіграв у трьох поспіль фіналах Кубка Англії (1978, 1979, 1980), ставши першим клубом, який зміг домогтися такого на «Вемблі». Згодом результати погіршилися (чималу роль у цьому зіграв вихід Брейді, який в той час був мозковим центром «Арсеналу»), і головним тренером команди 1983 року став Дон Гоуї, який до цього зарекомендував себе як прекрасний помічник, але з роллю головного тренера він не впорався. Нічого не добившись за три роки правління, Гоуї покинув пост головного тренера.
У 1986 році «Арсенал» очолив легендарний гравець команди Джордж Грем. До цього він чотири сезони пропрацював в «Міллволлі», де непогано проявив себе, зумівши вивести клуб у Другий дивізіон. Грем залишив в штабі Гоуї та зробив своє перше придбання лише в кінці сезону 1986/87. Натомість він обрав для клубу оборонну тактику, змушуючи супротивника грузнути в середині поля, в атаці розраховуючи лише на довгі передачі. Такий стиль часто критикували, але він приносив результат. Поступово шотландець зумів створити неймовірно міцну лінію оборони, яку склали Лі Діксон, Тоні Адамс, Девід О'Лірі, Стів Боулд і Найджел Вінтерберн (згодом «Арсенал» перейшов на гру з чотирма захисниками, де грали на флангах Діксон і Вінтерберн, а в центрі — Адамс і Боулд/Кіоун).

### 1986—1995
У сезоні 1988/89 «Арсенал» вперше за 18 років став чемпіоном Англії. Цей титул «каноніри» взяли в драматичній боротьбі з «Ліверпулем». «Арсенал» довго утримував перше місце, а поразка від «Дербі Каунті» і нічия з «Вімблдоном» у травні дозволили «Ліверпулю» обійти «канонірів». Все вирішувалося в останньому турі, де «Ліверпуль» приймав «Арсенал». Останнім потрібна була перемога з різницею мінімум у два м'ячі, у такому разі вони обходили «Ліверпуль» за кількістю забитих м'ячів. До цього матчу «Арсенал» 14 років не міг перемогти на «Енфілд Роуд». Рахунок в матчі на 52-й хвилині відкрив гравець «Арсеналу» Алан Сміт, і тепер їм потрібно було забити всього один гол. Але до 90-ї хвилини «канонірам» практично нічого не вдавалося створити біля воріт супротивника. Однак на другій доданій хвилині молодий півзахисник Майкл Томас отримав пас від Алана Сміта, завдяки рикошету обійшов захисника господарів і перекинув воротаря «Ліверпуля». Перемога з рахунком 0:2 зробила «Арсенал» чемпіоном.
У наступному році «Ліверпуль» все ж зумів завоювати чемпіонський титул, але рік потому «Арсенал» знову став чемпіоном, програвши в чемпіонаті всього один матч. Не можна сказати, що рівень гри команди після цього знизився. Однак він виявився недостатньо високим, щоб продовжувати перемагати в чемпіонаті. У сезоні 1992/93 «Арсенал» став першою командою, яка змогла виграти одночасно Кубок Ліги й Кубок Англії. У 1994 році «Арсенал» виграв Кубок кубків, і цей трофей став останнім трофеєм Грема в «Арсеналі». В лютому 1995 року він був зі скандалом звільнений. Тренером «Арсеналу» став Брюс Ріох, проте він не зміг налагодити взаєморозуміння з гравцями та незабаром покинув пост головного тренера команди.

### Ера Арсена Венгера

#### 1996—2003
У сезоні 1993—94 «Арсенал» в пам'ятному фіналі Кубка володарів Кубка, що відбувся в Копенгагені, перемогли «Парму», завдяки єдиному голу Алана Сміта. «Арсенал» не захистив трофей наступного сезону, програвши в фіналі «Реалу Сарагосі».

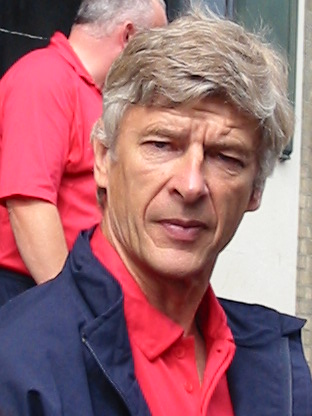
Арсен Венгер

У 1996 році головним тренером «Арсеналу» став мало кому відомий французький тренер Арсен Венгер. Питання «Arsene Who?» (Арсен Хто?) було дуже популярним в той час, і ніхто не міг припустити, що цей чоловік стане найуспішнішим тренером в історії клубу. Саме по його рекомендації був куплений Деніс Бергкамп, він був ініціатором будівлі нового стадіону «Емірейтс», тому що «Гайбері» вже не відповідав стандартам одного з лідерів англійського футболу.
У 2000 році «Арсенал» виступав у фіналі Кубка УЄФА, де програв «Галатасараю» по пенальті. У 2001-2002 клуб досяг чвертьфіналу Ліги Чемпіонів, де був вибитий «Валенсією». Сезон 2001/02 подарував «Арсеналу» третій «дубль». Вони виграли кубок Англії в «Челсі» і завершили сезон на першому місці. Завдяки цьому Арсена Венгера визнали Менеджером Року, а Робер Пірес був названий Гравцем Року.

#### Останнє чемпіонство і фінал Ліги чемпіонів (2003—2006)
В сезоні 2003/2004 Арсенал став Чемпіоном Англії, закінчивши чемпіонат з 26 перемогами, 12 нічиїми і без жодної поразки, на 11 очок випередивши Челсі. Остання команда, яка ставала чемпіоном без жодної поразки в сезоні була Престон Норт Енд в 1888/89. Тоді під керівництвом Венгера грали такі футболісти, як Тьєррі Анрі, Патрік Вієйра, Ешлі Коул, Робер Пірес, Девід Сімен та інші.
Сезон 2004/05 команда зайняла 2 місце в Чемпіонаті, пропустивши вперед лондонський Челсі. Хоча Арсенал досить легко розбирався з суперниками в чемпіонаті — перемога 7:0 в матчі з Евертоном, 3:0 з Блекберн Роверз — команда дещо погіршила свою гру в порівнянні з минулим сезоном. В Лізі Чемпіонів Арсенал вибув в 1/8 фіналу від Баварії з рахунком двоматчевого протистояння 2:3. В травні 2005 каноніри здобули свій останній на даний час трофей — Кубок Англії, вигравши в фіналі у Манчестер Юнайтед по пенальті.
На початку наступного сезону команда продала одного зі своїх лідерів Патріка Війєра в Ювентус, цього ж року купила свою майбутню зірку Робіна ван Персі. Чемпіонат 2005/06 каноніри закінчили на 4 місці, пропустивши вперед Челсі, МЮ і Ліверпуль. Зате в Лізі Чемпіонів у команди справи йшли набагато краще. На шляху до фіналу 2006 Арсенал вибив з турнірної сітки Реал Мадрид, Ювентус і Вільярреал, а в драматичному фіналі поступився Барселоні з рахунком 1:2.

#### 2006—2018
У 2011 році «Арсенал» опинився на третій сходинці рейтингу найдорожчих футбольних клубів світу журнал Forbes. Його вартість оцінили в 1,192 мільярда доларів.
Починаючи з 2005 року, клуб жодного разу не вигравав Кубок Англії, допоки 17 травня 2014 року Арсенал не обіграв Галл Сіті. Каноніри по ходу зустрічі поступалися із рахунком 2-0, але змогли відіграти 3 м'ячі, що в підсумку принесло їм перемогу з рахунком 3-2. Ця перемога автоматично кваліфікувала команду у розіграш Суперкубка Англії 2014 року, де Арсенал здобув більш ніж впевнену перемогу на Манчестер Сіті з рахунком 3-0. Наступного року команда знову дійшла до фіналу Кубка Англії, де просто розгромила Астон Віллу із підсумковим рахунком 4-0, вигравши свій 12 трофей, що робить канонірів найуспішнішими у цьому турнірі. 2 серпня 2015 року на Вемблі каноніри з мінімальним рахунком перемогли «Челсі» і вдруге виграли Суперкубок Англії. Також в тому матчі за «канонірів» дебютував колишній гравець «Челсі» Петр Чех, який був куплений 29 червня 2015 року.
У сезоні 2016/17 в чемпіонаті «Арсенал» чекав провал: клуб зайняв 5-е місце і вперше за 20 років не отримав місце в Лізі Чемпіонів. Однак при цьому клуб здобув рекордну 13-ту перемогу в Кубку Англії. У півфіналі була здобута перемога над «Манчестер Сіті». По ходу зустрічі «Арсенал» поступався 1:0, після чого рахунок зрівняв Начо Монреаль, а в овертаймі результат вирішив Алексіс Санчес. Арсенал вирушив у фінал, де їм належало грати проти новоспеченого чемпіона Англії «Челсі». Рахунок в матчі вже на 4-й хвилині відкрив все той же Санчес, у другому таймі Дієго Коста зрівняв, але буквально в наступній же атаці Аарон Ремзі забив переможний м'яч. Також Арсен Венгер, став єдиним тренером, якому вдалося виграти 7 разів цей трофей. Після завершення сезону він підписав новий дворічний контракт з клубом.
У сезоні 2017/18 боротьба за місце в четвірці складалася невдало, і команда зосередилася на виступі в Лізі Європи, перемога в якій давала право брати участь у Лізі Чемпіонів. У півфіналі «Арсенал» зустрівся з «Атлетіко Мадрид». Перший матч проходив в Лондоні, і вже в першому таймі іспанці залишилися в меншості після того, як Шиме Врсалько отримав дві жовті картки. Проте з усіх численних моментів «Арсенал» зумів реалізувати лише один, а на останніх хвилинах одна з рідкісних атак «Атлетіко» закінчилася взяттям воріт. У матчі на початку першого тайму Лоран Косельни отримав важку травму і був замінений. Наприкінці першого тайму «Атлетіко» забив гол, який став єдиним у матчі. Таким чином «каноніри» втратили можливість врятувати сезон і вдруге поспіль залишились без Ліги чемпіонів.
20 квітня 2018 року, після 22-річної роботи в «Арсеналі», Венгер оголосив про відхід з команди після закінчення сезону.

### Унаї Емері (2018—2019)
23 травня 2018 року було оголошено про призначення нового головного тренера — ним став Унаї Емері. 12 серпня команда зіграла свій перший офіційний матч під керівництвом нового тренера. У першому турі прем'єр-ліги «каноніри» вдома поступилися «Манчестер Сіті» 0:2. Сезон в АПЛ команда завершила на 5 місці, але паралельно дійшла до фіналу Ліги Європи УЄФА 2018-2019, пройшовши «Ворсклу», «Карабах» і лісабонський «Спортинг», в плей-оф були подолані «БАТЕ», «Ренн», «Наполі» та «Валенсія», але в фіналі «каноніри» поступились «Челсі» з рахунком 4:1.
Перед наступним сезоном «каноніри» витратили на трансфери 160 млн євро, команду поповнили: Давід Луїз, Кіран Тірні, Вільям Саліба, Ніколя Пепе, Габріел Мартінеллі, Пабло Марі (оренда), Дані Себальос (оренда), Седрік Соареш (оренда з правом викупу), але команда провалилась і Унаї Емері було звільнено.

### Мікель Артета (2019— )
20 грудня 2019 року новим головним тренером «канонірів» став Мікель Артета. Під його керівництвом «Арсенал» посів в АПЛ тільки восьме місце, це вперше за 25 років клуб фінішував нижче сьомого місця, але виграв Кубок і Суперкубок Англії, і потрапив до групового етапу Ліги Європи УЄФА 2020-2021.

## Герб команди
На першому гербі команди, представленому у 1888 році, було зображено три гармати, націлені вгору. Іноді їх плутають з димоходами, але оздоба у вигляді голови лева та каскабеля дають чітко зрозуміти, що зображено саме зброю. У 1913 році, після переїзду на Гайбері, герб був змінений, але через дев'ять років, у 1922 герб все ж відновили. Тоді замість трьох на емблемі залишили одну гармату, яка вказувала на схід, та додали напис — Зброярі. Але новий герб існував теж не довго, бо вже за три роки гармату «розвернули» на захід і трохи її модернізували.
У 1949 році клуб представив нову емблему. Гармату лишили ту, що була на попередній емблемі, але назву команди було написано готичним письмом, а також вперше з'явився девіз латиною — Victoria Concordia Crescit (Перемога приходить з гармонією), яку вигадав Гаррі Гомер. Через численні зміни емблеми Арсенал фактично не володів авторськими правами на логотип. Та попри це команда все ж виграла позов на вуличного продавця, який реалізовував «неофіційну» символіку клубу. Та все ж лишилася потреба у правовому захисті. Тому у 2002 році було представлено нову емблему, з більш сучасними вигнутими лініями та спрощеним стилем. До 1960-х років емблема з'являлася на ігровій сорочці тільки з оказії гучних матчів, таких як фінал Кубка Англії і як правило у вигляді монограми ініціалів клубу на червоному та білому тлі.
У сезоні 2011/12 Арсенал відзначив свій 125-річний ювілей. Свято передбачало і зміну емблеми на цілий сезон. Емблема була повністю біла та оточена 15 дубовими листочками з правого боку, і 15 листочків лаврового листя з лівого. Дубове листя символізувало 15 джентльменів, які зустрілися в пабі Королівський дубовий листок, а лаврове листя — вклад засновників клубу. Також лавровий листок мав додавати сили.

Емблема з 1888 року
Емблема, що використовувалася у фіналі Кубка Англії 1930
Емблема, що використовувалася у фіналі Кубка Англії 1952
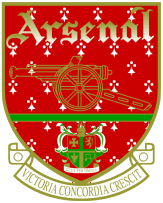
Емблема, яка використовувалася з 1949 по 2002 роки

## Форма

### Виробники та спонсори
Форму для Арсеналу виробляли такі компанії:
- Bukta (з початку 1930-тих до початку 1970-х)
- Umbro (з 1970-х до 1986)
- Adidas (з 1986 до 1994)
- Nike (з 1994 по 2014)
- Puma (з 2014 до 2019)
- Adidas (з 2019).

Спонсорами командами в різні роки були:
- JVC (1982-1999)
- Sega (1999-2002)
- Telefónica Europe (2002-2006)
- Emirates Airline (з 2006).

## Досягнення

### Внутрішні
- Чемпіонат Англії
  -  Переможці (13): 1931, 1933, 1934, 1935, 1938, 1948, 1953, 1971, 1989, 1991, 1998, 2002, 2004
  -  Віце-чемпіони Англії (10): 1926, 1932, 1973, 1999, 2000, 2001, 2003, 2005, 2016, 2023
- Кубок Англії
  -  Володарі Кубка (14): 1930, 1936, 1950, 1971, 1979, 1993, 1998, 2002, 2003, 2005, 2014, 2015, 2017, 2020
- Суперкубок Англії
  -  Володарі (17): 1930, 1931, 1933, 1934, 1938, 1948, 1953, 1991 (обидва суперники), 1998, 1999, 2002, 2004, 2014, 2015, 2017, 2020, 2023
  -  Учасники Суперкубка Англії (7): 1935, 1936, 1979, 1989, 1993, 2003, 2005
- Кубок Футбольної ліги
  -  Володар (2) : 1987, 1993
  -  Фіналіст Кубка Ліги (6): 1968, 1969, 1988, 2007, 2011, 2018

### Європейські
- Ліга чемпіонів УЄФА
  -  Фіналіст (1): 2006
- Кубок володарів кубків УЄФА
  -  Володар (1) : 1994
  -  Фіналіст (2): 1980, 1995
- Суперкубок УЄФА
  -  Фіналіст (1): 1994
- Кубка ярмарків
  -  Володар (1) : 1970
- Кубок УЄФА
  -  Фіналіст (1): 2000
- Ліга Європи УЄФА
  -  Фіналіст (1): 2019

## Склад команди
Станом на 19 лютого 2025
| №  | Поз. | Нац.       | Гравець                 |
| -- | ---- | ---------- | ----------------------- |
| 1  | ВР   | Іспанія    | Давід Рая               |
| 2  | ЗХ   | Франція    | Вільям Саліба           |
| 3  | ЗХ   | Шотландія  | Кіран Тірні             |
| 4  | ЗХ   | Англія     | Бен Вайт                |
| 5  | ПЗ   | Гана       | Томас Партей            |
| 6  | ЗХ   | Бразилія   | Габріел                 |
| 7  | НП   | Англія     | Букайо Сака             |
| 8  | ПЗ   | Норвегія   | Мартін Едегор (капітан) |
| 9  | НП   | Бразилія   | Габріел Жезус           |
| 11 | НП   | Бразилія   | Габріел Мартінеллі      |
| 12 | ЗХ   | Нідерланди | Юррієн Тімбер           |
| 15 | ЗХ   | Польща     | Якуб Ківьор             |

| №  | Поз. | Нац.      | Гравець            |
| -- | ---- | --------- | ------------------ |
| 17 | ЗХ   | Україна   | Олександр Зінченко |
| 18 | ЗХ   | Японія    | Такехіро Томіясу   |
| 19 | НП   | Бельгія   | Леандро Троссар    |
| 20 | ПЗ   | Італія    | Жоржиньйо          |
| 22 | ПЗ   | Англія    | Ітан Нванері       |
| 23 | ПЗ   | Іспанія   | Мікель Меріно      |
| 29 | ПЗ   | Німеччина | Кай Гаверц         |
| 30 | НП   | Англія    | Рахім Стерлінг     |
| 32 | ВР   | Бразилія  | Нету               |
| 33 | ЗХ   | Італія    | Ріккардо Калафіорі |
| 41 | ПЗ   | Англія    | Деклан Райс        |
| 49 | ПЗ   | Англія    | Майлз Льюїс-Скеллі |

## Відомі гравці
| - Енді Дакет (1904—1912) - Девід Джек (1929—1934) - Алекс Джеймс (1929—1937) - Кліфф Бастін (1929—1946) - Тед Дрейк (1934—1939) - Денні Клептон (1954—1962) - Джордж Істгем (1960—1966) - Джордж Армстронг (1961—1977) - Пітер Сторі (1961—1977) - Джон Редфорд (1962—1976) - Боб Вілсон (1963—1974) - Френк Маклінток (1964—1973) - Джордж Грем (1966—1972) - Пет Райс (1967—1980) - Чарлі Джордж (1968–1975) - Семмі Нельсон (1969—1981) - Алан Болл (1971—1976) | - Ліам Бреді (1973—1980) - Френк Степлтон (1973—1980) - Девід О'Лірі (1975—1993) - Малкольм Макдональд (1976—1980) - Пет Дженнінгс (1977—1984) - Браян Талбот (1979—1985) - Кенні Сенсом (1980—1988) - Тоні Вудкок (1982—1985) - Чарлі Ніколас (1983—1987) - Тоні Адамс (1983—2002) - Стів Вільямс (1984—1988) - Девід Рокастл (1985–1992) - Мартін Кіоун (1985—1986, 1993—2004) - Пол Мерсон (1986—1997) - Майкл Томас (1987—1991) - Алан Сміт (1987—1995) - Найджел Вінтерберн (1987—2000) | - Лі Діксон (1988—2002) - Девід Сімен (1990—2003) - Іан Райт (1991—1998) - Рей Парлор (1992—2004) - Денніс Бергкамп (1995—2006) - Патрік Вієйра (1996—2005) - Ніколя Анелька (1997—1999) - Марк Овермарс (1997—2000) - Еммануель Петі (1997—2000) - Фредрік Юнгберг (1998—2007) - Олег Лужний (1999–2003) - Нванкво Кану (1999—2004) - Ешлі Коул (1999—2006) - Тьєррі Анрі (1999—2007, 2012) - Сільвен Вільтор (2000—2004) - Робер Пірес (2000—2006) - Сол Кемпбелл (2001—2010) |